# Orthogonale families
Orthogonale families of orthogonale banen (ook orthogonale schaar genoemd) bestaan uit twee groepen krommen, waarbij elk lid van de ene groep elk lid van de andere loodrecht snijdt. Meestal wordt elk van de families beschreven door een impliciete functie van één veranderlijke, die ook een vrije parameter bevat zodat de familie oneindig veel leden bevat.

## Berekening
Stel dat de ene familie wordt gegeven door een impliciete functie:
{\displaystyle f(x,y,K)=0}
waar {\displaystyle K} een reële parameter is. Indien van deze betrekking de differentiaal wordt bepaald, vindt men een differentiaalvergelijking van de vorm:
{\displaystyle f'_{x}(x,y,K)\,\mathrm {d} x+f'_{y}(x,y,K)\,\mathrm {d} y=0}
Vervolgens wordt in deze differentiaalvergelijking de vrije parameter K geëlimineerd door middel van de impliciete functie. Dit resulteert in een differentiaalvergelijking van de vorm:
{\displaystyle A(x,y)\,\mathrm {d} x+B(x,y)\,\mathrm {d} y=0}
of
{\displaystyle {\frac {\mathrm {d} y}{\mathrm {d} x}}=-{\frac {A(x,y)}{B(x,y)}}}
Dit is de genererende differentiaalvergelijking van de oorspronkelijke impliciete functie. 
De meetkundige betekenis van de afgeleide {\displaystyle \mathrm {d} y/\mathrm {d} x} die in deze vergelijking te vinden is, is zoals steeds de richtingscoëfficiënt van de raaklijn. In het algemeen staan twee richtingen loodrecht op elkaar indien het product van hun richtingscoëfficiënten gelijk aan −1 is. Door in bovenstaande differentiaalvergelijking de substitutie:
{\displaystyle {\frac {\mathrm {d} y}{\mathrm {d} x}}\longrightarrow -{\frac {\mathrm {d} x}{\mathrm {d} y}}}
uit te voeren ontstaat een nieuwe differentiaalvergelijking:
{\displaystyle {\frac {\mathrm {d} y}{\mathrm {d} x}}={\frac {B(x,y)}{A(x,y}}}
of in differentiaalvorm:
{\displaystyle A(x,y)\,\mathrm {d} y-B(x,y)\,\mathrm {d} x=0}
waarvan de algemene oplossing weer een impliciete functie is, namelijk:
{\displaystyle g(x,y,L)=0}
Dit is een tweede familie, opnieuw bestaande uit oneindig veel leden wegens de keuzemogelijkheid van de parameter L die ontstaat als integratieconstante. Elk lid van deze twee familie snijdt elk lid van de eerste familie onder een loodrechte hoek.

## Voorbeeld

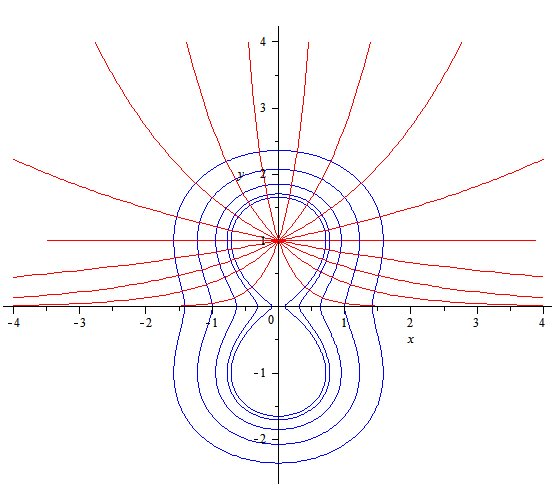
De twee orthogonale families uit het voorbeeld. Elk lid van de ene familie snijdt elk lid van de andere loodrecht.

Stel dat de eerste familie krommen gegeven wordt door de impliciete functie:
{\displaystyle y-e^{-Kx}=0}
Dit zijn allemaal exponentiële functies gelegen boven de x-as, de rode krommen op nevenstaande figuur. Als {\displaystyle K} positief is, is dit een stijgende functie; als {\displaystyle K} negatief is een dalende.
De differentiaal van deze impliciete functie is:
{\displaystyle \mathrm {d} y+K\,e^{-Kx}\,\mathrm {d} x=0}
Anderzijds is:
{\displaystyle K=-{\frac {\ln(y)}{x}}}
Door deze uitdrukking in de uitdrukking van de differentiaal te substitueren krijgt men de genererende differentiaalvergelijking:
{\displaystyle x\,\mathrm {d} y-y\,\ln(y)\,\mathrm {d} x=0}
De genererende differentiaalvergelijking van de loodrechte familie is dus:
{\displaystyle x\,\mathrm {d} x+y\,\ln(y)\,\mathrm {d} y=0}
met als algemene oplossing:
{\displaystyle 2\,y^{2}\,\ln(y)-y^{2}+2\,x^{2}=L}
met {\displaystyle L} een vrije parameter. Dit zijn de blauwe krommen in de nevenstaande figuur. Elk lid van deze familie van impliciete functies snijdt elk lid van de oorspronkelijke familie loodrecht.